# Исмаилова, Сона Ахмед кызы
Сона Ахмед кызы Исмаилова (азерб. Sona Əhməd qızı İsmayılova; 1 января 1927, Джеванширский уезд — ?) — советский азербайджанский хлопковод, Герой Социалистического Труда (1949).

## Биография
Родилась 1 января 1927 года в селе Караагаджи Джеванширского уезда Азербайджанской ССР (ныне Тертерский район).
С 1936 года колхозница, звеньевая, с 1976 года бригадир колхоза «Бакинский рабочий» Мир-Баширского района. В 1947 году получила урожай хлопка 89,8 центнеров с гектара на площади 6 гектаров.
Указом Президиума Верховного Совета СССР от 1 июля 1949 года за получение в 1948 году высоких урожаев хлопка Исмаиловой Сона Ахмед кызы присвоено звание Героя Социалистического Труда с вручением ордена Ленина и золотой медали «Серп и Молот».
Активно участвовала в общественной жизни Азербайджана. Член КПСС с 1949 года.